# Baiyankamys
 Baiyankamys là một chi của loài chuột nhắt Muridae. Ban đầu nó được mô tả cùng với loài Baiyankamys shawmayeri (Hinton năm 1943) sau khi một nhà sinh vật tìm thấy những xác chết của một cá thể duy nhất ở phía nam của dãy núi Bismarck, phía đông bắc New Guinea. Sau đó, Tate, vào năm 1951 và Laurie và Hill vào năm 1954, đã khẳng định sự tồn tại của cả loài và chi

## Phân loại
Hinton mô tả các loài Baiyankamys tương tự như loài Hydromys habbema nhưng khác biệt do răng hàm dưới không hồi phục. Nó được mô tả là có ba răng hàm dưới ở cả hai bên hàm dưới, trong khi các loại chuột lang khác ở New Guinea chỉ có hai. Năm 1968 Mahoney phát hiện ra rằng mẫu vật của B. shawmayeri là một hỗn hợp kết quả từ một hàm răng không liên quan không chính xác của loài Rattus niobe và hộp sọ của một con chuột nước nhỏ.
Năm 2005, Helgen đề xuất rằng tên chung của chi chuột này được sử dụng cho người mắc bệnh sán lá gan lớn và sán lá gan lớn, loại bỏ chúng khỏi chi Hydromys. Điều này là do sự khác biệt về hình thái học trong giải phẫu bệnh và nhiều đặc điểm bên ngoài và thời gian sinh. 

## Đặc điểm
Baiyankamys được phân biệt bằng các phần phía trên màu xám mềm, dày đặc; một con chuột đuôi dài hơn chiều dài đầu đầu. Chúng có một vết mổ dài, hẹp, và các răng cửa rất hẹp. Baiyankamys được tìm thấy trong một khu vực nhỏ của các khu rừng núi cao thuộc dãy Núi Tuyết của miền Tây New Guinea, từ 2800 đến 3600 m, cũng được tìm thấy ở các rừng núi thấp và núi thấp giữa 1500 và 2600 m ở các vùng miền đông và trung cao nguyên Papua New Guinea.